# Maliattha vialana
Maliattha vialana är en fjärilsart som beskrevs av Embrik Strand 1917. Maliattha vialana ingår i släktet Maliattha och familjen nattflyn. Inga underarter finns listade i Catalogue of Life.